# Mo sheng de peng you
Pour plus de détails, voir Fiche technique et Distribution.
Mo sheng de peng you (陌生的朋友, littéralement « ami étrange ») est un film chinois réalisé par Xu Lei, sorti en 1983.

## Synopsis
Une femme dépressive se lie d'amitié avec deux passagers d'un train qui vont lui redonner espoir dans la vie.

## Fiche technique
- Titre : Mo sheng de peng you
- Titre original : 陌生的朋友
- Titre anglais : Strange Friends
- Réalisation : Xu Lei
- Scénario : Li Baoyuan, Xu Lei et Xu Tianxia
- Photographie : Huang Xinyi
- Pays :  Chine
- Genre : Drame
- Durée : 80 minutes
- Dates de sortie : 
  -  Allemagne : 23 février 1983 (Berlinale)

## Distribution
- Li Ling
- Wang Yunxia
- Zhan Jingbo
- Zhang Chao

## Distinctions
Le film a été présenté en sélection officielle en compétition lors de Berlinale 1983 où il a reçu une mention honorable.